# 熱田神社 (台東区)
熱田神社（あつたじんじゃ）は、東京都台東区の神社。

## 歴史
1571年（元亀2年）に創建された。元々は元鳥越（現・鳥越2丁目）に位置しており、鳥越神社の側に第六天榊神社とともに鎮座していた。正保年間（1644年 - 1648年）に幕府の御用地として収用されることになったため、現在地に移転した。元鳥越の住民も一緒に移転したため、この地は「新鳥越」と呼ばれていた。
1923年（大正12年）の関東大震災で焼失した。再建時に本殿を鉄筋コンクリート造にしたおかげで、1945年（昭和20年）の東京大空襲では、焼失を免れることができた。本殿以外は焼失してしまったので、昭和30年代に再建されている。

## 文化財
- 大太刀「陰陽丸」（台東区有形文化財 平成22年3月登載）[2]

## 交通アクセス
- 浅草駅より徒歩15分。